# Pasquale Di Sabatino

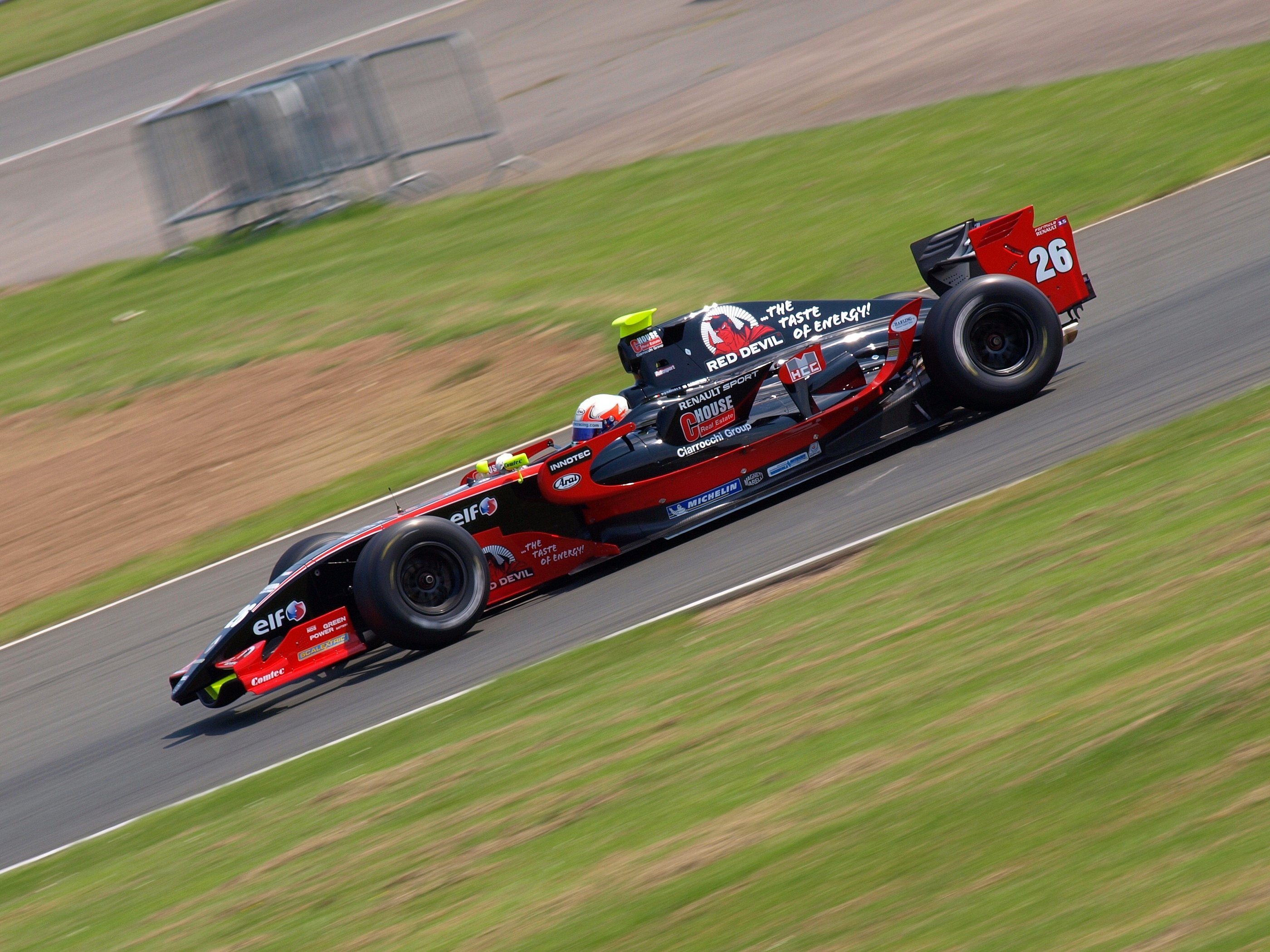
Pasquale Di Sabatino i Formula Renault 3.5 Series på Silverstone 2008.

Pasquale Di Sabatino, född 20 januari 1988 i Atri, är en italiensk racerförare.

## Racingkarriär
Di Sabatino skrev kontrakt med bamboo-engineering och tävlar för dem i World Touring Car Championship säsongen 2012.
| År                                               | Klass/Mästerskap                                          | Team                  | Bil                     | Totalt/poäng   | Bästa placering              |
| ------------------------------------------------ | --------------------------------------------------------- | --------------------- | ----------------------- | -------------- | ---------------------------- |
| 2005                                             | Formula Junior 1600 Italy                                 | Tomcat Racing         | Renault FR1600          | 1:a/268p       | Fem segrar                   |
| 2005                                             | Formula Renault 2.0 Italia Winter Series                  | Tomcat Racing         | Tatuus FR2000 (Renault) | 10:a/12p       | 3:a på Adria (Race 2)        |
| 2006                                             | Formula Renault 2.0 Italia                                | Tomcat Racing         | ?                       | -/0p           | Två tolfteplatser            |
| 2006                                             | Formula Renault 3.5 Series                                | Cram Competition      | Dallara FR35 (Nissan)   | -/0p           | Två sextondeplatser          |
| 2007                                             | Formula Renault 3.5 Series                                | GD Racing             | ?                       | 26:a/2p        | 9:a på Spa (Race 2)          |
| 2008                                             | Formula Renault 3.5 Series                                | Red Devil Team Comtec | Dallara FR35 (Renault)  | 20:e/16p       | 2:a på Monza (Race 1)        |
| 2009                                             | Formula Renault 3.5 Series                                | RC Motorsport         | Dallara FR35 (Renault)  | 12:a/39p       | 1:a på Hungaroring (Race 2)  |
| 2010                                             | Campionato Italiano Formula 3                             | Alan Racing Team      | Mygale M-10 (FPT)       | -/0p           | 13:e på Misano (Race 1)      |
| 2011                                             | Auto GP                                                   | Ombra Racing          | Lola B05/52 (Zytek)     | 12:a/38p       | 4:a på Oschersleben (Race 2) |
| 2012                                             | World Touring Car Championship                            | bamboo-engineering    | Chevrolet Cruze 1.6T    | säsongen pågår | säsongen pågår               |
| 2012                                             | World Touring Car Championship - Yokohama Drivers' Trophy | bamboo-engineering    | Chevrolet Cruze 1.6T    | säsongen pågår | säsongen pågår               |
| Senast uppdaterad: 2012-04-06 (4665 dagar sedan) |                                                           |                       |                         |                |                              |